# Ардалан Шекарабі
Ардалан Шекарабі (швед. Ardalan Shekarabi; перс. اردلان شکرآبی, нар. 28 листопада 1978, Манчестер) — шведський політик і правник іранського походження, член Соціал-демократичної партії, міністр державного управління з 2014 року.

## Біографія
У 2007 році закінчив журналістську школу та отримав звання магістра права в Уппсальському університеті. У 2010—2013 роках він працював науковим викладачем у цьому ж університеті, одночасно здобуваючи докторантуру в галузі публічного права.
Професійно пов'язаний з адміністрацією Соціал-демократичної партії. У 2003—2005 роках він був головою молодіжного крила партії. З 2010 по 2011 рік він очолював кризовий комітет партії. У 2013 році він прийняв вакантний мандат депутата Риксдагу.
3 жовтня 2014 року Ардалан Шекарабі отримав посаду міністра державного управління у кабінеті Стефана Левена.